# Уолсънбърг
Уолсънбърг (на английски: Walsenburg) е град в окръг Уерфано, щата Колорадо, САЩ. Уолсънбърг е с население от 4182 жители (2000) и обща площ от 6 km². Намира се на 1881 m надморска височина. ЗИП кодът му е 81089, а телефонният му код е 719.